# Loris Francesco Capovilla
Loris Francesco Capovilla (Pontelongo, prop de Pàdua, Vènet, 14 d'octubre de 1915 - Bergamo, 27 de maig de 2016) fou un clergue, arquebisbe i cardenal italià.

## Biografia
Fill de Rodolfo Capovilla, un oficinista d'una companyia sucrera belga establerta a la seva vila natal, i d'una mestressa de casa, Letizia Callegaro, tenia una germana més gran, Lia. Quan ell tenia set anys, la sobtada mort del pare va deixar la família en la misèria més absoluta, fins al punt que vivien de la caritat. La seva mare feia feines subalternes a diversos pobles de la zona fins que el 1929 entrà a treballar una fàbrica de Mestre, i s'hi traslladaren a viure.
Aquell mateix any fou admès amore Dei al seminari de Venècia, on cursà tots els estudis eclesiàstics. Fou ordenat sacerdot a la basílica de San Marc d'aquesta ciutat el 23 de maig de 1940 de mans del cardenal-patriarca Adeodato Giovanni Piazza. A Venècia fou nomenat vicari i posteriorment ecònom de la parròquia de S. Zaccaria. Compatibilitzà aquest càrrec amb el de mestre de cerimònies de la basílica de Sant Marc, de catequista de diverses escoles d'ensenyament mitjà, de consiliari de l'Obra Nacional d'Assistència Religiosa i Moral als Treballadors (ONARMO) a la zona industrial de Porto Marghera, de capellà de la presó de joves i de l'hospital d'infecciosos de Santa Maria delle Grazie, a Venècia.
Quan esclatà la Segona Guerra Mundial fou mobilitzat i destinat com a capellà militar a la base aèria de Parma. Després que Itàlia signés amb els aliats l'armistici unilateral el 8 de setembre de 1943, Capovilla es distingí en evitar, amb risc de la vida, que molts pilots italians no fossin deportats a Alemanya. Per això el condecoraren amb la Creu de Guerra.
L'any 1945 el patriarca de Venècia li confià un espai religiós setmanal a Radio Venezia, que mantindria fins al 1953. Des de 1949 era director del setmanari diocesà La Voce di San Marco i corresponsal a Venècia del diari nacional Avvenire. El 1950 ingressà al Col·legi de Periodistes d'Itàlia.
A finals de 1952 viatjà a París per entrevistar Angelo Giuseppe Roncalli, arquebisbe titular de Messembria i nunci de la Santa Seu davant la IV República Francesa, amb motiu del nomenament d'aquest com a nou patriarca de Venècia i de la seva ascensió al cardenalat. Causà una excel·lent impressió al nunci, el qual feu saber per via indirecta que li agradaria comptar amb Capovilla com a secretari personal quan prengués possessió de l'arxidiòcesi patriarcal. Capovilla acceptà, i d'aquesta manera esdevingué el secretari i col·laborador més proper de Roncalli fins a la mort d'aquest, tant mentre era cardenal-patriarca de Venècia com quan, a partir del 28 d'octubre de 1958, esdevingué papa amb el nom de Joan XXIII. Durant el seu breu pontificat, que inclogué tot el procés preparatori i la primera sessió del Concili Vaticà II, Loris Capovilla esdevingué una de les cares eclesiàstiques més conegudes, atès que actuava com a virtual portaveu del papa.
Quan, mort Roncalli, el nou pontífex Pau VI decidí de continuar el concili a partir del 29 de setembre de 1963, nomenà Capovilla expert per a les tres sessions restants, i posteriorment prelat domèstic de Sa Santedat i canonge de la Basílica de Sant Pere del Vaticà. Un cop conclòs en Concili Vaticà II, el 15 de juliol de 1967 Pau VI el nomenà arquebisbe de Chieti i administrador apostòlic de Vasto, tot consagrant-lo personalment. Prengué com a escut heràldic i com a lema episcopal Oboedientia et pax, els mateixos que havia ostentat en vida el papa Roncalli.
El 25 de setembre de 1971 la seu arxiepiscopal de Chieti li fou canviada per la titular de Messembria (també la mateixa que havia ostentat Joan XXIII abans de ser patriarca de Venècia), quan el nomenaren prelat del territori nullius de Loreto i delegat pontifici en aquest santuari. Romangué en ambdós càrrecs fins al 10 de desembre de 1988, que Joan Pau II li acceptà la preceptiva dimissió per raons d'edat. Aleshores traslladà la seva residència a Sotto il Monte, el poble natal de Joan XXIII, on tingué cura de preservar la memòria i el patrimoni familiar del papa del qual havia estat fidel secretari.
Al llarg dels anys Loris Capovilla ha publicat una dotzena de llibres i diversos centenars d'articles en revistes d'i sobre aquest papa.
En el consistori de 22 de febrer de 2014 el papa Francesc el creà cardenal del títol de Santa Maria in Trastevere. A causa de l'edat i del precari estat de salut, Loris Capovilla no pogué viatjar a Roma per a la cerimònia, però el degà del Col·legi Cardenalici, Angelo Sodano, es traslladà al poble de Sotto il Monte en la parròquia del qual, l'1 de març següent, li feu imposició de l'anell i del birret cardenalici en nom del papa.
El 14 d'octubre de 2015 va fer 100 anys, i esdevingué així el primer cardenal centenari des del segle xvi.
Va morir el 27 de maig de 2016 a Bergamo.

## Honors i reconeixements
Gran Creu de Cavaller de l'orde del Sant Sepulcre de Jerusalem
 Creu al Mèrit de Guerra
 Doctor Honoris Causa en ciències històriques per l'Institut Europeu de l'Acadèmia Russa de les Ciències